# Медзанино
Медзанѝно (на италиански: Mezzanino, на местен диалект: Msanè, Мсане) е село и община в Северна Италия, провинция Павия, регион Ломбардия. Разположено е на 62 m надморска височина. Населението на общината е 1367 души (към 2017 г.).